# Kroneiche (Kellenhusen)

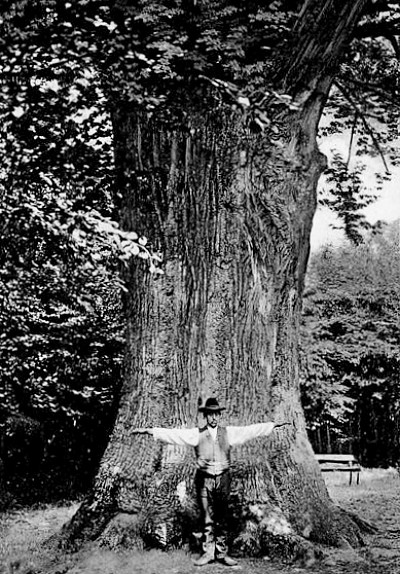
Die Kroneiche um 1909

Die Kroneiche stand im Kellenhuserner Forst in Schleswig-Holstein. Sie wurde ungefähr 600 Jahre alt und 2002 durch einen Sturm gefällt. Die Kroneiche ist in der Liste der Naturdenkmale des Kreises Ostholstein verzeichnet.

## Beschreibung
Die Kroneiche hat ihren Namen vom plattdeutschen Kron für Krähe oder Kranich. Vermutlich diente die Eiche früher diesem Vogel als Rastbaum. Mit 38 Metern Höhe war sie die größte Eiche Schleswig-Holsteins. 1987 trug sie das letzte Mal Blätter, da war sie ungefähr 600 Jahre alt. Rettungsversuche in den vorangegangenen Jahren hatten nicht geholfen, die mächtige Eiche am Leben zu erhalten. Eine Messung des Stammumfanges 1997 ergab ungefähr 9 Meter. 2002 wurde ein Sturm ihr zum Verhängnis.

## Bilder

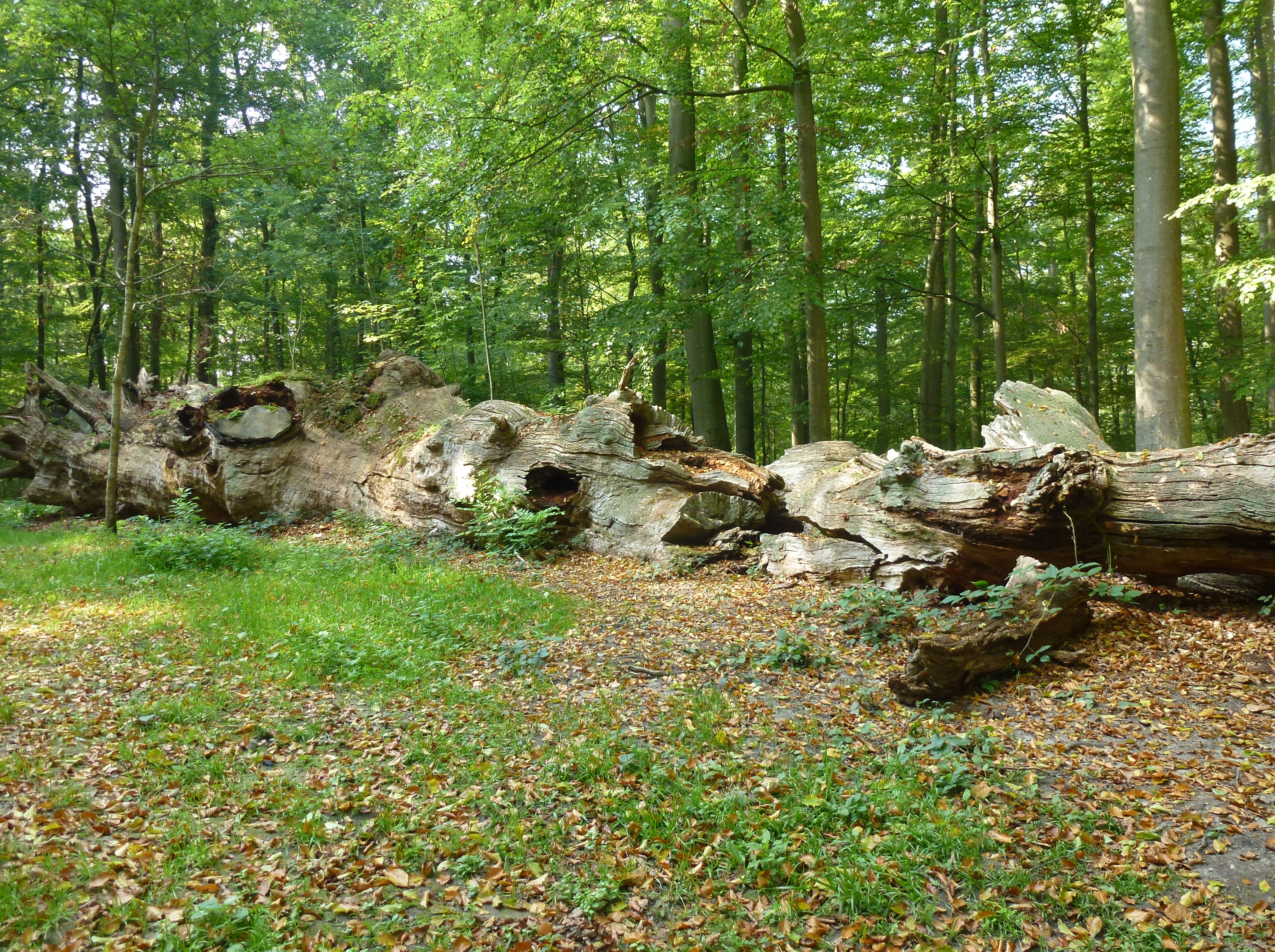
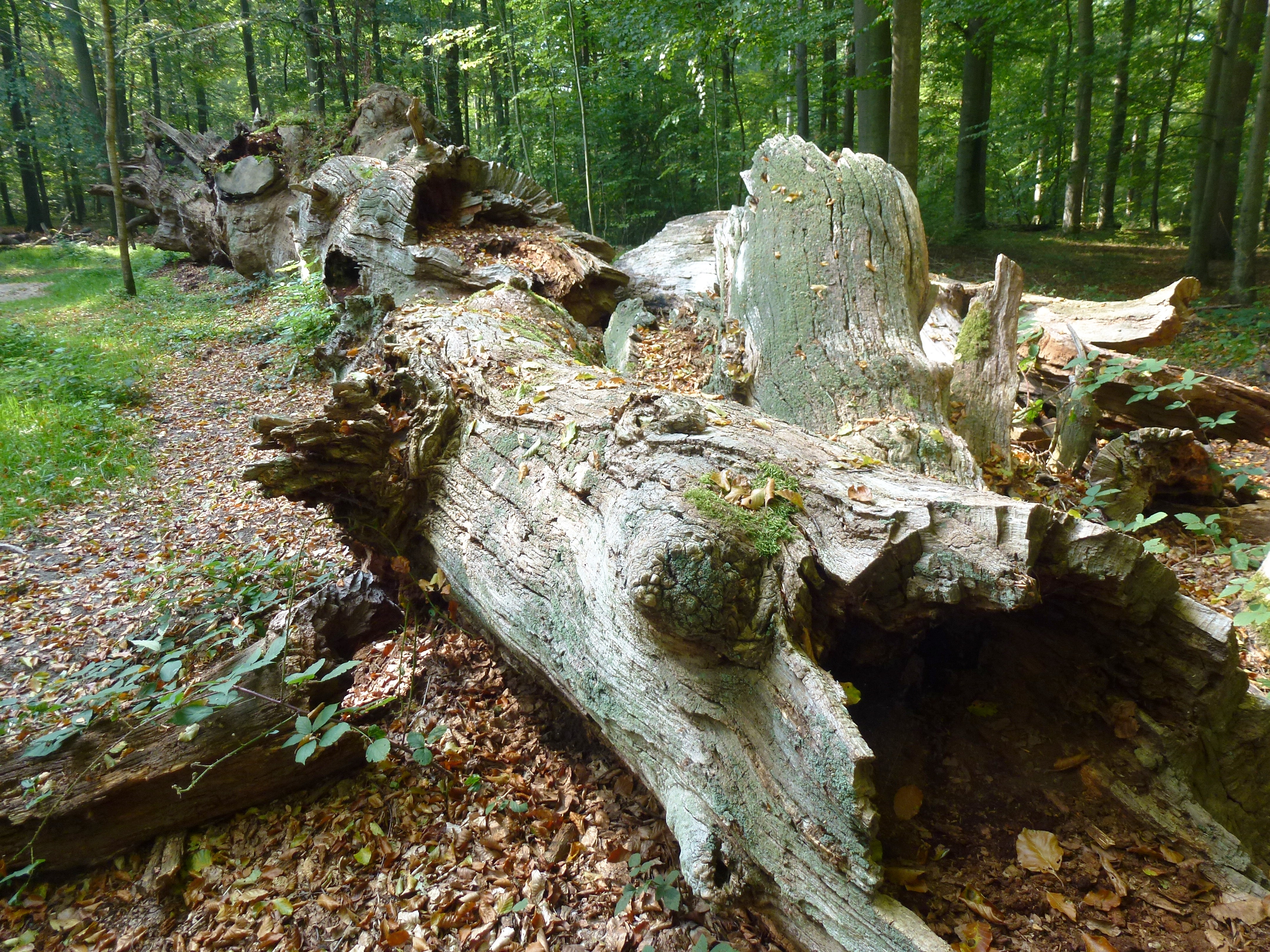
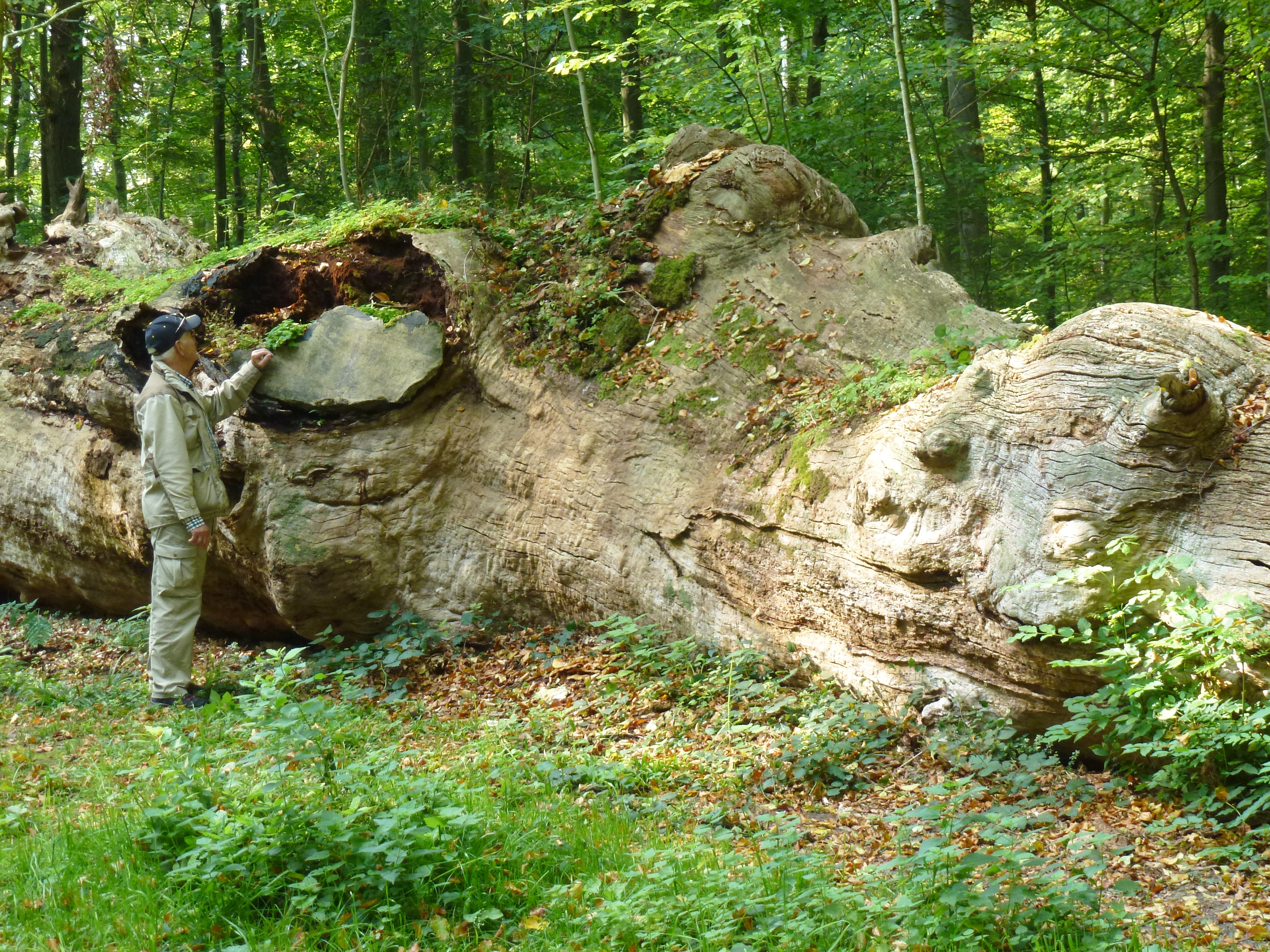
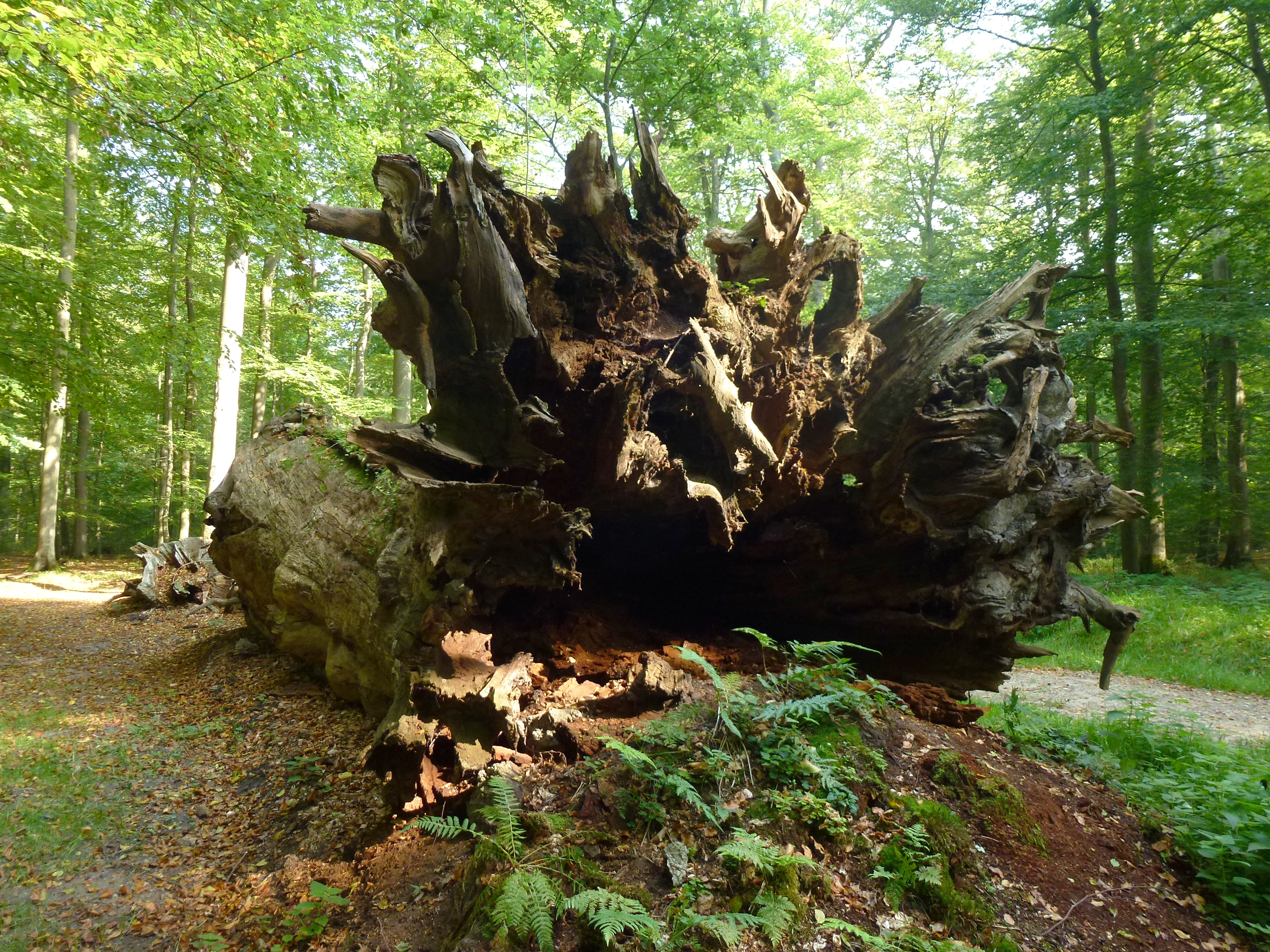